# 나가쓰키 아마네
나가쓰키 아마네(일본어: 長月天音, 1997년 ~ )는 일본의 소설가이다. 니가타현에서 태어났으며, 다이쇼 대학 문학부 일본문학과를 졸업하였다. 2018년 《세리머니》라는 제목으로 《머지않아 이별입니다》를 응모해, 제19회 쇼가쿠칸 문고 소설상을 수상하며 등단하였다.
나가쓰키 아마네는 필명으로, 남편의 기일이자 음력 9월을 뜻하는 나가쓰키(長月)와 하늘의 소리를 뜻하는 아마네(天音)를 합쳐 만들었다고 한다.
데뷔작 《머지않아 이별입니다》 이후, 2020년에 두 번째 이야기인 《머지않아 이별입니다 : 각자의 등불》을 출간하고, 2022년에 세 번째 이야기인 《머지않아 이별입니다 : 추억의 상자》를 출간하였다. 2023년부터는 고메유노 시호와의 협업을 통해 만화화하여 우라 선데이에서 단행본으로 발간되고 있다.
그 밖에도 《내일의 나를 찾는 방법》, 《지금 술을 내올 순 없어요!》, 《내가 사랑한 여명탐정》과 《가쿠라자카 스파이스 박스》, 《키친 죠야토》 시리즈를 출간하였다.

## 주요 작품

### 소설
- 《내일의 나를 찾는 방법》 (明日の私の見つけ方, 하루키 문고, 2021년 4월 15일)
- 《지금 술을 내올 순 없어요!》 (ただいま、お酒は出せません!, 슈에이샤, 2022년 4월 21일)
- 《내가 사랑한 여명탐정》 (私が愛した余命探偵, 쇼가쿠칸, 2024년 2월 6일)

#### 머지않아 이별입니다 시리즈
- 《머지않아 이별입니다》 (ほどなく、お別れです, 쇼가쿠칸, 2018년 12월 13일)
- 《머지않아 이별입니다 : 각자의 등불》 (ほどなく、お別れです それぞれの灯火, 쇼가쿠칸, 2020년 2월 27일)
- 《머지않아 이별입니다 : 추억의 상자》 (ほどなく、お別れです 思い出の箱, 쇼가쿠칸, 2022년 7월 22일)

#### 가쿠라자카 스파이스 박스 시리즈
- 《가쿠라자카 스파이스 박스》 (神楽坂スパイス・ボックス, 하루키 문고, 2022년 8월 31일)
- 《실연에 효과적인 로즈마리 : 가쿠라자카 스파이스 박스》 (失恋に効くローズマリー 神楽坂スパイス・ボックス, 하루키 문고, 2023년 4월 14일)
- 《세상을 감싼 치킨 스프 : 가쿠라자카 스파이스 박스》 (世界をめぐるチキンスープ 神楽坂スパイス・ボックス, 하루키 문고, 2023년 9월 15일)

#### 키친 죠야토 시리즈
- 《키친 죠야토》 (キッチン常夜灯, 가도카와 쇼텐, 2023년 9월 22일)
- 《키친 죠야토 : 한밤중의 크로크무슈》 (キッチン常夜灯 真夜中のクロックムッシュ, 가도카와 쇼텐, 2024년 5월 24일)

### 만화
- 《머지않아 이별입니다 1》 (ほどなく、お別れです 1, 우라 소년 선데이 코믹스, 고메유노 시호 만화, 2023년 10월 19일)
- 《머지않아 이별입니다 2》 (ほどなく、お別れです 2, 우라 소년 선데이 코믹스, 고메유노 시호 만화, 2024년 2월 19일)
- 《머지않아 이별입니다 3》 (ほどなく、お別れです 3, 우라 소년 선데이 코믹스, 고메유노 시호 만화, 2024년 9월 19일)

## 한국 출간 작품 목록

### 소설
- 《머지않아 이별입니다》 (해냄, 이선희 역, 2020년 7월 15일)